# كريم بقرادوني
كريم ماناس بقرادوني (18 أغسطس 1944 -)، سياسي ومحامي لبناني من أصل أرمني. كان والده ميناس بقرادونيان هاجر من السلطنة العثمانية، وسكن حلب السورية في
أوائل العشرينات، أي العام 1920 قبل أن ينتقل إلى لبنان، حيث تزوج من اللبنانية المارونية لور شليطا.
ولد كريم في بيروت عام 1944 وحصل سنة 1966 على إجازة في الحقوق من جامعة القديس يوسف ثم سنة 1967 على دبلوم دراسات عليا في العلوم السياسية. انتسب منذ العام 1959 إلى حزب الكتائب وأصبح في السبعينات من أبرز المؤثرين داخله ضمن ما يسمى بـ «التيار العروبي» في الحزب. كان من أهم أركان ميليشيا القوات اللبنانية تحت قيادة بشير الجميّل ثم سمير جعجع. أصبح مستشارا خاصا للرئيس إلياس سركيس بين 1976 و1982. عين كوزير دولة لشؤون التنمية الإدارية بين 15 أبريل 2003 و ‌26 أكتوبر 2004 في حكومة رفيق الحريري السادسة. انتخب رئيساً لحزب الكتائب سنة 2001 لكنه ما لبث أن دخل في نزاع مع أمين الجميّل لأنّ مشروعه السياسي الخاص لم يتوافق مع الهدف الأساسي لحزب الكتائب اللّبنانيّة[بحاجة لمصدر]. انتهى النزاع بتولي أمين الجميّل منصب الرئيس الأعلى المستحدث وبقاء بقرادوني في موقع الرئيس. واستقال من رئاسة الحزب بنهاية عام 2007 تاركاً المجال أمام عودة الجميّل لرئاسة الحزب و بال ٢٠٢٤ تأثر بالقائد ايلي (رئيس غروب اتحاد الشباب عالواتسب) و كتب كتاب عن القائد ميشال عون.
متأهل من السيدة منى الناشف ولهما إبنان جهاد وجواد. دافع كثيراً عن اتهامات وجهت له بالتورط بمذبحة صبرا وشاتيلا في لبنان عام 1982 والتي ذهب ضحيتها مئات الأطفال والنساء.